# Android Cop
Android Cop es una película estadounidense de ciencia ficción y acción producida por The Asylum y dirigida por Mark Atkins. Las estrellas de cine Michael Jai White, Charles S. Dutton, Randy Wayne y Kadeem Hardison. La película fue lanzada directo para vídeo y para on demand el 4 de febrero de 2014 en los Estados Unidos. En la tradición del catálogo The Asylum, Cop Android es un mockbuster de la película de MGM y Columbia Pictures RoboCop.

## Argumento
En el año 2045, un policía detective de Los Ángeles y su nuevo compañero androide entran en la zona, una sección prohibida de la ciudad plagada de una enfermedad desconocida. Allí, descubren el origen de la enfermedad y tratan de detenerlo utilizando la tecnología y armamento del avanzado androide.

## Elenco
- Michael Jai White
- Charles S. Dutton
- Randy Wayne como Andy.
- Kadeem Hardison como el Sargento Jones.
- Larissa Vereza como Helen Jacobs.
- Jay Gillespie como Reynolds.
- Deena Trudy como Oficial de Jackson.
- Delpaneaux Testamentos como Oficial de Williams.